# Spider Jerusalem
Spider Jerusalem är en seriefigur och huvudpersonen i Warren Ellis och Darick Robertsons framtidsepos "Transmetropolitan". Ellis har satt sin antihjälte i en värld inte helt olik vår egen. Media, och mer specifikt, politiker, utnyttjar en envägskommunikation som passivifierar pöbeln; Spider tar motvilligt på sig rollen att säga sanningen, övertygad om att pöbeln har kapacitet att acceptera den. Han berättar för folket precis hur fult och idiotiskt folk beter sig - och de älskar honom för det.
Den framlidne Hunter S. Thompson (författare till böcker som "Fear and Loathing on the Campaign Trail" och "Fear and Loathing in Las Vegas") har varit en inspiration och ledstjärna för många, och tydligen också för Warren Ellis. I Spider har han fått en futuristisk, humoristisk, våldsam och intelligent tvillingsjäl.